# Jons
Jons är en kommun i departementet Rhône i regionen Auvergne-Rhône-Alpes i östra Frankrike. Kommunen ligger i kantonen Meyzieu som tillhör arrondissementet Lyon. År 2022 hade Jons 1 594 invånare.

## Befolkningsutveckling
Antalet invånare i kommunen Jons
| Referens: INSEE |